# Pirahã (språk)
Pirahã (uttalas "pidahan") är det språk som talas av pirahã-folket. De lever i Brasilien vid Maici-floden, en biflod till Amazonfloden.

## Fonologi
Pirahã har endast tio fonem, vilket torde vara färre än något annat språk. Det är ett fonem färre än i rotokas.
|                | bilabial | alveolar | velar | glottal |
| tonlös klusil  | p        | t        | (k)*  | x       |
| tonande klusil | b        |          | g     |         |
| frikativa      |          | s**      |       | h       |
| vokal          | a i o    | a i o    | a i o | a i o   |

* hög ton
* /k/ anses vara en valfri portmanteau av /hi/.

** /s/ används enbart av män; /h/ används istället för /s/ av kvinnor
Vokalerna kan ha olika ton. Det finns åtminstone två toner, hög och låg.
Det totala antalet fonem är elva om /k/ räknas som fonem, annars använder män tio och kvinnor enbart nio (standardsvenska har cirka 35, men denna siffra varierar mellan olika dialekter). Dock finns många allofoner av dessa fonem. /b/ ersätts ofta av /m/ (bilabial nasal) eller en tonande bilabial tremulant, och /g/ har en mycket ovanlig dubbel flapp, som är unik för pirahã.
Fonemen enligt IPA är som följer:
Pirahã har trots sin mycket enkla struktur fem distinkta former av språkuttryck; språket kan talas, visslas, nynnas, ropas eller integreras i musik. Visslade språk är sällsynta, vilket gör pirahã högintressant för studier om hur tonspråk och betoning kan förmedla mänsklig kommunikation.

## Grammatik
Pirahã är agglutinerande och använder många grammatiska affix. Många verb i språket är just affix, i synnerhet verb som berör befintlighet och motsvarighet. Som exempel består meningen "det finns en paka (en typ av gnagare)" på pirahã bara två ord:
"káixihíxao.xaagá gáihí"
paca      .möjl.-finns/är där
Pirahã använder också suffix som anger uppenbarhet, eller vilken kunskapsgrund man har för ett visst påstående. Det är en grammatisk företeelse som saknas i svenskan. Ett sånt suffix är /-xáagahá/, som förmedlar att talaren själv har bevittnat den händelse som omtalas. Det finns andra suffix som anger om talaren har fått kunskap om en händelse genom till exempel vad andra har berättat. Språket har även en utvecklad aspektböjning. Däremot saknas tempusböjning (dåtid, nutid, etc).

## Ordförråd
Pirahã har ett mycket enkelt system för räkneord. Det tycks finnas ett ord för "ett" och ett ord för "många". Dessa ord tycks inte vara speciellt exakta, utan skulle kunna översättas med "liten mängd" respektive "större mängd".
Pirahã har få lånord, och de flesta kommer från portugisiska. Exempel är "kóópo" som kommer av copo ("kopp") och "bikagogia" från "mercadoria" ("affärer", "köpenskap"), båda portugisiska.
Pirahã har endast runt 150 talare i åtta byar längs Maici-floden. Språket står inte inför en överhängande risk av att dö ut eftersom talarna talar ytterst lite portugisiska och själva anser att deras språk är det klart bästa att tala.

## Pirahã, Sapir-Whorfhypotesen och universell grammatik
Pirahã och dess annorlunda struktur i förhållande till många andra språk har givit upphov till viss debatt inom språkvetenskapen. Det har hävdats att språket utgör ett motexempel till de idéer om universell grammatik, som företrätts av bl.a. Noam Chomsky. En mer radikal tes är att pirahã utgör en bekräftelse på den s.k. Sapir-Whorfhypotesen, som säger att ens språk på ett avgörande sätt påverkar ens sätt att tänka.